# Caroline Sunshine

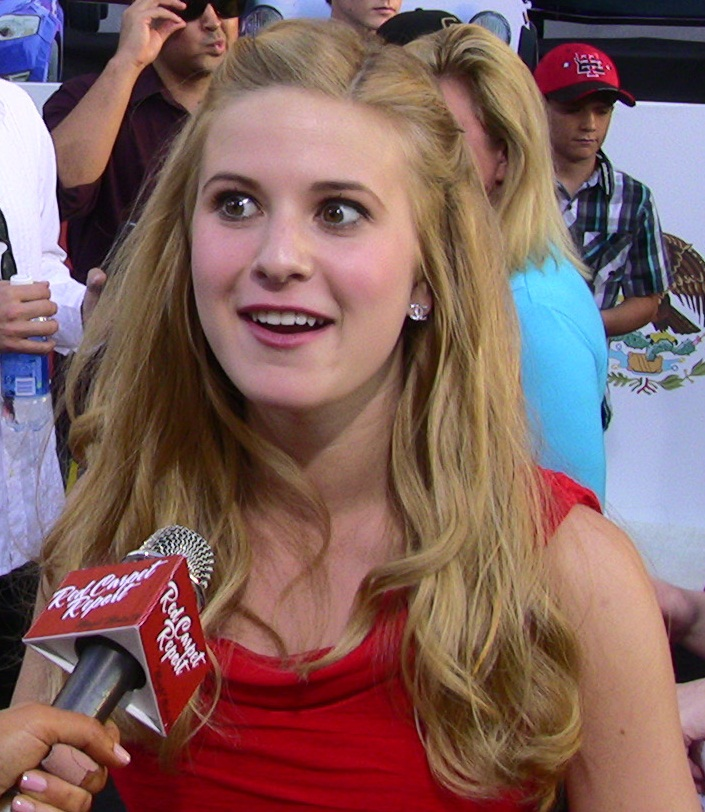
Caroline Sunshine

Caroline Sunshine, född 5 september 1995 i Atlanta, Georgia, är en amerikansk skådespelerska, dansare och sångerska. Hon är mest känd för rollen som Barbara Winslow i filmen Marmaduke och som den europeiska utbytesstudenten Tinka Hessenheffer i Shake It Up.